# Боровик Олександр Олександрович (футболіст, 1993)
Олекса́ндр Олекса́ндрович Борови́к (нар. 7 лютого 1993, Київ) — український футболіст, півзахисник.

## Біографія

### Клубна кар'єра
Вихованець ДЮФШ «Динамо» ім. Валерія Лобановського. Виступав у ДЮФЛ за «Динамо».
З літа 2010 року перебував у структурі «Динамо» (Київ), проте перші два роки виступав за молодіжну команду, після чого влітку 2012 року був заявлений за «Динамо-2».
У липні 2014 року став гравцем «Нафтовика-Укрнафти». 19 січня 2016 року стало відомо, що Олександр покинув охтирський клуб. Наприкінці березня 2016 року став гравцем клубу «Арсенал-Київщина». 
У липні того ж року разом з іншим гравцем білоцерківського клубу Володимиром Швабом перейшов до складу стрийської «Скали». 2 грудня 2016 року припинив співпрацю з командою. У березні 2017 року став гравцем футбольного клубу «Мир» (Горностаївка). З 2018 року став виступати за аматорські команди.

### Збірна
У 2011—2012 роках виступав за юнацьку збірну України до 19 років.

## Досягнення
- Бронзовий призер молодіжної першості України: 2009/10

## Статистика
| Клуб               | Ліга         | Сезон   | Чемпіонат | Чемпіонат | Кубок | Кубок | Дубль | Дубль |
| Клуб               | Ліга         | Сезон   | Ігри      | Голи      | Ігри  | Голи  | Ігри  | Голи  |
| ------------------ | ------------ | ------- | --------- | --------- | ----- | ----- | ----- | ----- |
| Динамо (Київ)      | Прем'єр-ліга | 2009/10 |           |           |       |       | 1     | 0     |
| Динамо (Київ)      | Прем'єр-ліга | 2010/11 |           |           |       |       | 23    | 0     |
| Динамо (Київ)      | Прем'єр-ліга | 2011/12 |           |           |       |       | 19    | 1     |
| Динамо-2           | Перша ліга   | 2012/13 | 13        | 0         |       |       |       |       |
| Нафтовик-Укрнафта  | Перша ліга   | 2014/15 | 24        | 1         | 1     | 0     |       |       |
| Нафтовик-Укрнафта  | Перша ліга   | 2015/16 | 5         | 0         | 1     | 0     |       |       |
| Арсенал-Київщина   | Друга ліга   | 2015/16 | 11        | 2         |       |       |       |       |
| Скала (Стрий)      | Перша ліга   | 2016/17 | 11        | 0         | 1     | 0     |       |       |
| Мир (Горностаївка) | Друга ліга   | 2016/17 | 3         | 1         |       |       |       |       |
| Мир (Горностаївка) | Друга ліга   | 2017/18 | 8         | 0         |       |       |       |       |